# Paris Masters 2000 - Qualificazioni singolare
Le qualificazioni del singolare  del Paris Masters 2000 sono state un torneo di tennis preliminare per accedere alla fase finale della manifestazione. I vincitori dell'ultimo turno sono entrati di diritto nel tabellone principale. In caso di ritiro di uno o più giocatori aventi diritto a questi sono subentrati i lucky loser, ossia i giocatori che hanno perso nell'ultimo turno ma che avevano una classifica più alta rispetto agli altri partecipanti che avevano comunque perso nel turno finale.
Le qualificazioni del torneo Paris Masters 2000 prevedevano 24 partecipanti di cui 6 sono entrati nel tabellone principale.

## Teste di serie
1. David Prinosil (Qualificato)
2. Gianluca Pozzi (ultimo turno)
3. Thomas Johansson (primo turno)
4. Harel Levy (ultimo turno)
5. Magnus Gustafsson (Qualificato)
6. Olivier Rochus (primo turno)

1. Paul-Henri Mathieu (primo turno)
2. Jiří Vaněk (ultimo turno)
3. Christophe Rochus (Qualificato)
4. Bohdan Ulihrach (ultimo turno)
5. Chris Woodruff (Qualificato)
6. Wayne Arthurs (primo turno)

## Qualificati
1. David Prinosil
2. Chris Woodruff
3. George Bastl

1. Christophe Rochus
2. Magnus Gustafsson
3. Alex O'Brien

## Tabellone

### Legenda
| - Q = Qualificato - WC = Wild card - LL = Lucky loser | - ALT = Alternate - SE = Special Exempt - PR = Protected Ranking | - w/o = Walkover - r = Ritirato - d = Squalificato |

### Sezione 1
|  | Primo turno | Primo turno    | Primo turno   | Primo turno | Primo turno |  |  | Ultimo turno | Ultimo turno   | Ultimo turno   | Ultimo turno | Ultimo turno |  |
|  |             |                |               |             |             |  |  |              |                |                |              |              |  |
|  | 1           | David Prinosil | 5             | 6           | 7           |  |  |              |                |                |              |              |  |
|  |             | Cyril Saulnier | 7             | 4           | 5           |  |  | 1            | David Prinosil | David Prinosil | 6            | 6            |  |
|  |             | Stéphane Huet  | Stéphane Huet | 6           | 7           |  |  |              | Stéphane Huet  | Stéphane Huet  | 1            | 2            |  |
|  | 12          | Wayne Arthurs  | Wayne Arthurs | 4           | 68          |  |  |              |                |                |              |              |  |

### Sezione 2
|  | Primo turno | Primo turno          | Primo turno          | Primo turno | Primo turno |  |  | Ultimo turno | Ultimo turno   | Ultimo turno | Ultimo turno | Ultimo turno |  |
|  |             |                      |                      |             |             |  |  |              |                |              |              |              |  |
|  | 2           | Gianluca Pozzi       | Gianluca Pozzi       | 6           | 6           |  |  |              |                |              |              |              |  |
|  |             | Sébastien de Chaunac | Sébastien de Chaunac | 3           | 1           |  |  | 2            | Gianluca Pozzi | 6            | 3            | 2            |  |
|  | 11          | Chris Woodruff       | 6                    | 3           | 6           |  |  | 11           | Chris Woodruff | 2            | 6            | 6            |  |
|  |             | Sargis Sargsian      | 2                    | 6           | 1           |  |  |              |                |              |              |              |  |

### Sezione 3
|  | Primo turno | Primo turno      | Primo turno     | Primo turno | Primo turno |  |  | Ultimo turno | Ultimo turno    | Ultimo turno    | Ultimo turno | Ultimo turno |  |
|  |             |                  |                 |             |             |  |  |              |                 |                 |              |              |  |
|  |             | George Bastl     | 3               | 6           | 7           |  |  |              |                 |                 |              |              |  |
|  | 3           | Thomas Johansson | 6               | 3           | 63          |  |  |              | George Bastl    | George Bastl    | 6            | 6            |  |
|  | 10          | Bohdan Ulihrach  | Bohdan Ulihrach | 7           | 6           |  |  | 10           | Bohdan Ulihrach | Bohdan Ulihrach | 4            | 2            |  |
|  |             | Nicolas Mahut    | Nicolas Mahut   | 6           | 3           |  |  |              |                 |                 |              |              |  |

### Sezione 4
|  | Primo turno | Primo turno            | Primo turno            | Primo turno | Primo turno |  |  | Ultimo turno | Ultimo turno      | Ultimo turno      | Ultimo turno | Ultimo turno |  |
|  |             |                        |                        |             |             |  |  |              |                   |                   |              |              |  |
|  | 4           | Harel Levy             | Harel Levy             | 7           | 6           |  |  |              |                   |                   |              |              |  |
|  |             | Nenad Zimonjić         | Nenad Zimonjić         | 65          | 3           |  |  | 4            | Harel Levy        | Harel Levy        | 65           | 1            |  |
|  | 9           | Christophe Rochus      | Christophe Rochus      | 6           | 6           |  |  | 9            | Christophe Rochus | Christophe Rochus | 7            | 6            |  |
|  |             | Jean-François Bachelot | Jean-François Bachelot | 3           | 4           |  |  |              |                   |                   |              |              |  |

### Sezione 5
|  | Primo turno | Primo turno       | Primo turno       | Primo turno | Primo turno |  |  | Ultimo turno | Ultimo turno      | Ultimo turno      | Ultimo turno | Ultimo turno |  |
|  |             |                   |                   |             |             |  |  |              |                   |                   |              |              |  |
|  | 5           | Magnus Gustafsson | Magnus Gustafsson | 6           | 3           |  |  |              |                   |                   |              |              |  |
|  |             | Goran Ivanišević  | Goran Ivanišević  | 1           | 0r          |  |  | 5            | Magnus Gustafsson | Magnus Gustafsson | 6            | 6            |  |
|  | 8           | Jiří Vaněk        | 6                 | 6           | 7           |  |  | 8            | Jiří Vaněk        | Jiří Vaněk        | 2            | 3            |  |
|  |             | Julien Benneteau  | 7                 | 2           | 68          |  |  |              |                   |                   |              |              |  |

### Sezione 6
|  | Primo turno | Primo turno        | Primo turno        | Primo turno        | Primo turno |  |  | Ultimo turno       | Ultimo turno       | Ultimo turno       | Ultimo turno | Ultimo turno |  |
|  |             |                    |                    |                    |             |  |  |                    |                    |                    |              |              |  |
|  |             | Alex O'Brien       | Alex O'Brien       | Alex O'Brien       | W-O         |  |  |                    |                    |                    |              |              |  |
|  | 6           | Olivier Rochus     | Olivier Rochus     | Olivier Rochus     |             |  |  | Alex O'Brien       | Alex O'Brien       | Alex O'Brien       | 7            | 6            |  |
|  |             | Paul-Henri Mathieu | Paul-Henri Mathieu | Paul-Henri Mathieu | W-O         |  |  | Paul-Henri Mathieu | Paul-Henri Mathieu | Paul-Henri Mathieu | 62           | 3            |  |
|  | 7           | Nicolás Massú      | Nicolás Massú      | Nicolás Massú      |             |  |  |                    |                    |                    |              |              |  |